# Julia Sebutinde
Julia Sebutinde, née le 28 février 1954 à Entebbe, est une juriste ougandaise. Elle est juge au Tribunal spécial pour la Sierra Leone entre 2005 et 2011 avant d'être élue juge de la Cour internationale de justice (CIJ) en 2012. Depuis le 6 février 2024, elle est vice-présidente de la CIJ depuis 2024, et la présidente par intérim de la CIJ entre janvier et mars 2025,.

## Biographie

### Enfance, éducation et débuts
Julia Sebutinde nait le 28 février 1954 à Entebbe en Ouganda à l'époque de la colonisation britannique. Elle suit des études de droit à l'université Makerere où elle obtient un Bachelor of Laws en 1977. En 1978, elle décroche un diplôme de troisième cycle en pratique juridique décerné par le centre ougandais de développement du droit de Kampala. Après avoir passé plusieurs certificats lui permettant de rédiger des textes législatifs ou de maîtriser les modes alternatifs de règlement des différends, elle obtient en 1990 une maîtrise en droit de l'université d'Édimbourg. C'est d'ailleurs l'université d'Édimbourg qui lui décerne un doctorat en droit honoris causa pour ses contributions dans le domaine de la justice internationale et des droits de l’homme.

### Carrière
Julia Sebutinde travaille tout d'abord pour le ministère de la Justice ougandais de 1978 à 1990 avant de devenir consultante et conseillère auprès de la Namibie afin de former les juristes du pays à la rédaction des lois et établir une nouvelle législation en remplacement des lois d'apartheid. En 1996, elle devient juge à la Haute Cour d’Ouganda où elle préside, entre autres choses, trois commissions d'enquête chargées d'enquêter sur la corruption et les irrégularités dans la police ougandaise, dans les forces armées mais aussi au sein de l'administration fiscale du pays. Son travail au sein de ces commissions débouche sur des réformes majeures visant à combattre et éliminer la corruption des institutions du pays. Dans le même temps, elle devient en 2005 juge au Tribunal spécial pour la Sierra Leone, où elle se charge d'affaires médiatisées comme le procès de l'ancien président du Liberia, Charles Taylor, accusé de crimes de guerre et de crimes contre l'humanité. Élue en 2011 juge de Cour internationale de justice (CIJ) et prenant ses fonctions en 2012, elle abandonne toutes ses fonctions annexes afin de se consacrer à ses nouvelles responsabilités. En outre, Julia Sebutinde est la première femme africaine à siéger à la Cour.
En janvier 2024, Julia Sebutinde est la seule juge de la Cour internationale de justice à s'opposer à toutes les mesures préventives pour la bande de Gaza requises par l'Afrique du Sud (Afrique du Sud c. Israël (convention contre le génocide) dans l'ordonnance sur les allégations de génocide portées contre Israël au cours de la guerre de Gaza,,. Elle affirme par ailleurs que « les opérations militaires actuelles d’Israël à Rafah font partie du conflit plus large initié par le Hamas le 7 octobre 2023, lorsque le Hamas a attaqué le territoire israélien, tuant des citoyens et en enlevant d’autres » et estime qu'un cessez-le-feu « limiterait la capacité d’Israël à poursuivre ses objectifs militaires légitimes, tout en laissant ses ennemis, dont le Hamas, libres d’attaquer sans qu’Israël ne puisse réagir. » Le gouvernement ougandais prend ses distances avec le vote de Julia Sebutinde ; l'ambassadrice de l'Ouganda auprès des Nations unies Adonia Ayebare (en) déclare à cette occasion que Julia Sebutinde a déjà voté contre l'Ouganda dans l'affaire qui oppose ce pays à la République démocratique du Congo, et déclare que la position officielle de l'Ouganda concernant la Palestine s'exprime dans ses votes à l'Assemblée des Nations unies. Le 6 février 2024, elle est élue vice-président de la CIJ,. 
Le 14 janvier 2025, elle devient présidente par intérim de la CIJ après la démission du président Nawaf Salam pour redevenir Président du Conseil des ministres du Liban,. Son intérim cesse avec l'élection de Yūji Iwasawa en mars 2025.
Elle est accusée en 2025 de plagiat dans sa justification de la colonisation israélienne des territoires palestiniens occupés. Le chercheur Zachary Foster souligne qu'elle a cité presque mot pour mort un article publié dans la revue de l’Institut Hudson, un établissement néo-conservateur, et un autre de la Jewish Virtual Library, un think tank pro-israélien, visant à prouver l'inexistence du peuple palestinien.

## Vie personnelle
Elle est chrétienne évangélique, membre de l’Église Watoto de Kampala . Sebutinde est proche du mouvement sionisme chrétien.